# Collserola
La Collserola est un massif de montagnes se trouvant entre les fleuves Besòs et Llobregat. Elle est implantée au milieu de l'agglomération de Barcelone, séparant le centre-ville de la plaine de la Vallès. Son point culminant est le Tibidabo (512 mètres). Les vallées des fleuves Besòs et Llobregat, la plaine de Barcelone et le bassin de la Vallès constituent les limites géographiques de la Collserola.

## Toponymie
Le nom de Collserola vient de « Coll (de) s'Erola », l'ancien nom du col de l'Erola, entre le Tibidabo et le cerro de Santa Maria, par où passe l'actuelle route d'El Arrabassada.

## Géologie
Le massif de montagnes se compose principalement de roches métamorphiques (schiste et ardoises). Au-dessous des roches métamorphiques, le socle se compose granite qui résulte d'une intrusion de magma pendant l'orogenèse de la chaîne varisque.
On trouve à certains endroits, tels que le puig d'Olorda et le cerro de Montcada, des affleurements calcaires exploités par des cimenteries.

## Parc naturel

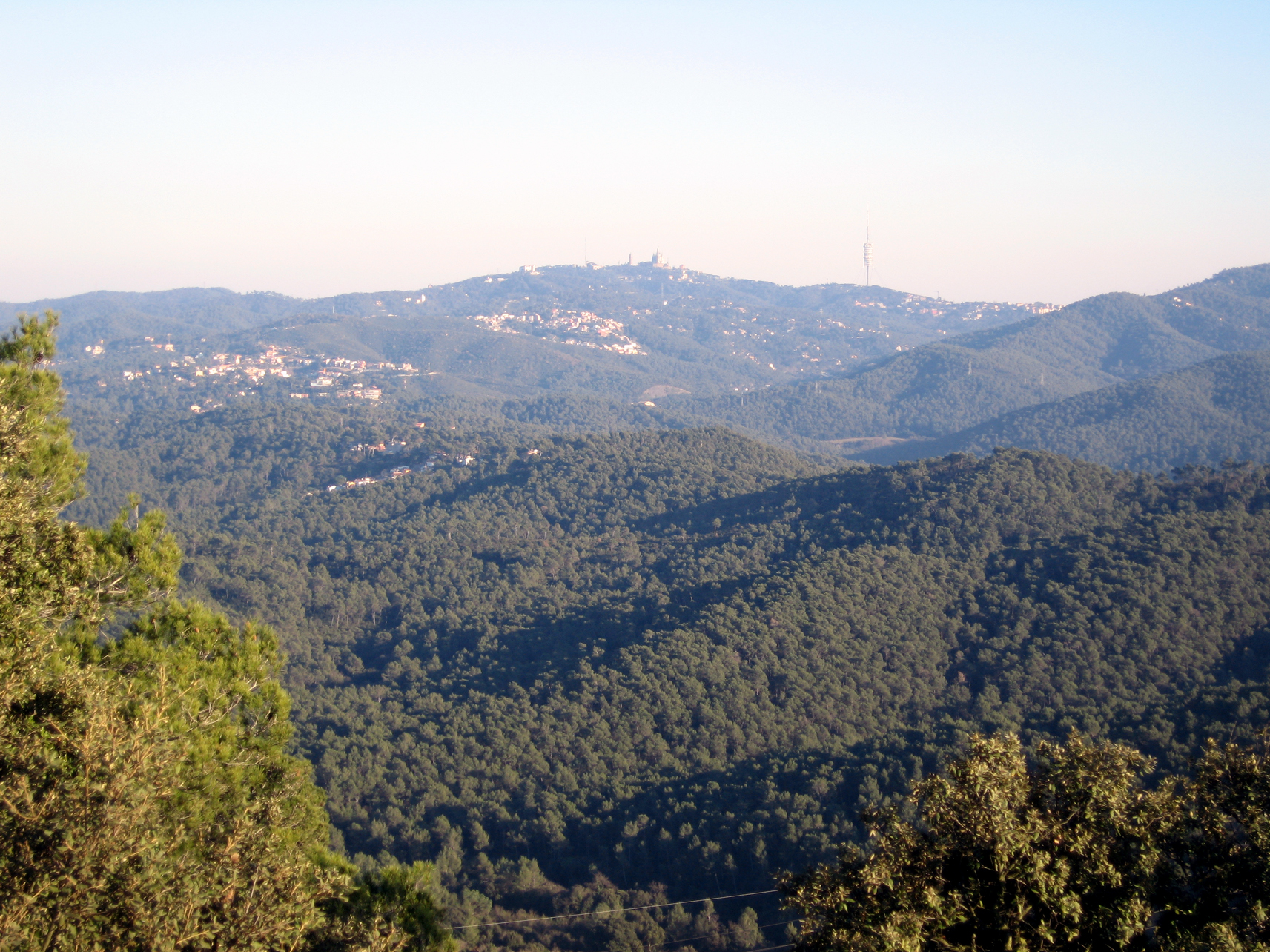
La chaîne de montagnes vue depuis le puig Madrona en direction du Tibidabo.

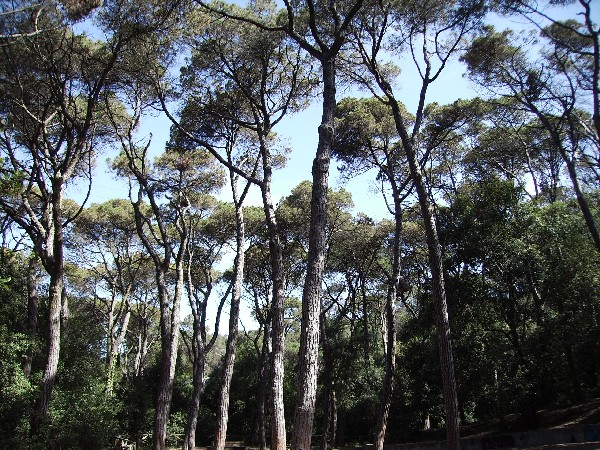
Pins parasol près du Baixador de Vallvidrera.

Dans le but de préserver la zone, le parc de Collserola a été créé en 1987, d'une superficie de 84,65 km2, soit l'un des plus grands parcs métropolitains du monde - 8 fois plus grand que le bois de Boulogne parisien et 22 fois plus grand que Central Park (New York). Le parc présente plus d'une centaine d'espèces de plantes de toutes sortes, et cette diversité permet l'existence d'une faune riche et variée (écureuils, lapins, colombes, aigles, grenouilles, salamandres, tortues, lézards, serpents, sangliers, etc.). Le parc de Collserola est très apprécié des Barcelonais, qui y pratiquent le footing, le vélo, la marche à pied ou s'y reposent, tandis que de nombreux restaurants accueillent les familles le week-end. Une piste cyclable, la Carretera de les Aigües, très fréquentée des cyclistes, est sur le point d'être incluse dans une piste qui encerclerait complètement la ville. Le 19 octobre 2010, un décret est publié sur la déclaration du parc naturel de la serra de Collserola et des réserves naturelles partielles de Font Groga et de La Rierada-Can Balasc.

## Tour de Collserola
Sur le mont Vilana, haut de 445 mètres, se trouve la Torre de Collserola : une tour de télécommunications construite en 1992 à l'occasion des Jeux olympiques. Haute de 268 mètres, la tour, œuvre de l'architecte britannique Norman Foster, est l'une des plus hautes de Catalogne. Le promoteur du projet et son propriétaire actuel sont la société Torre de Collserola Limited (ses actionnaires sont Telefónica avec 30,40 %, Retevisión avec 41,75 %, le centre de télécommunications et de technologie de l'information de la généralité de Catalogne avec 22,85 % et l'entité de transport métropolitain avec 5 %)[réf. nécessaire].